# Aube (Moselle)
Aube település Franciaországban, Moselle megyében. Lakosainak száma 266 fő (2022. január 1.). Aube Beux, Lemud, Pontoy, Rémilly, Sanry-sur-Nied és Sorbey községekkel határos.

## Népesség
A település népességének változása:
| Lakosok száma | 193  | 182  | 211  | 243  | 262  | 266  | 268  | 269  | 267  | 266  |
|               | 1968 | 1982 | 1990 | 2006 | 2013 | 2015 | 2017 | 2019 | 2020 | 2022 |